# Melpomene melanosticta
Melpomene melanosticta là một loài thực vật có mạch trong họ Polypodiaceae. Loài này được (Kunze) A.R. Sm. & R.C. Moran miêu tả khoa học đầu tiên năm 1992.